# 晏蘭爹 (新南威爾斯州)
晏蘭爹是澳洲新南威爾斯州雪梨內西區的一個市區，位於雪梨商業中心區以西5（3.1英里）處，內西區議局地方政府行政區內。晏蘭爹的北端位於雪梨港的羅些灣，東接忌獵，西接利利非及賴卡，南接士丹摩及金巴當。

## 學校
- 晏蘭爹公立學校（Annandale Public School），位於專士頓街25-31號
- 晏蘭爹北公立學校（Annandale North Public School），位於專士頓街206號
- 聖布倫丹天主教學校（St Brendan's Catholic School），位於哥連斯街34號

## 教堂

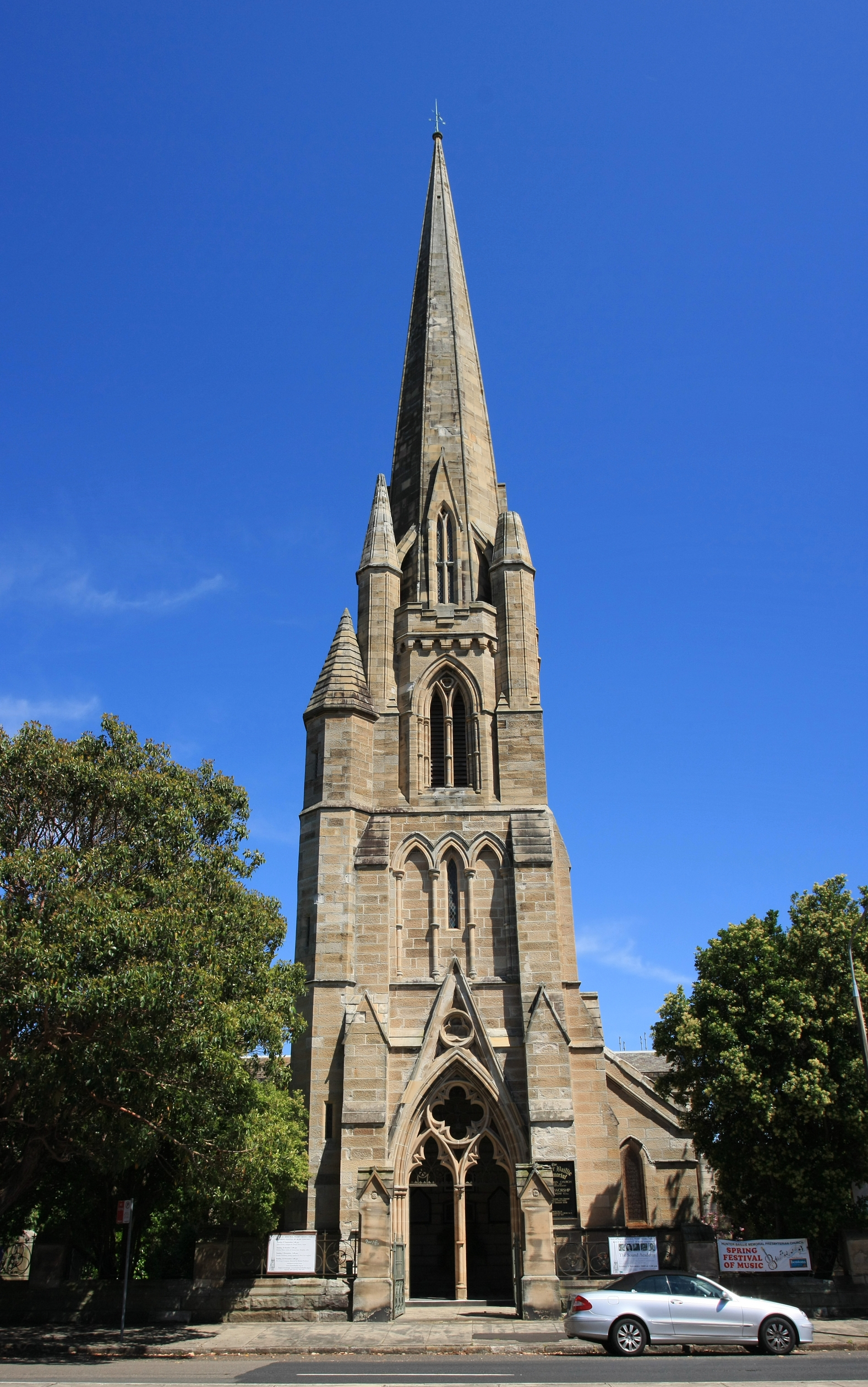
長老會痕打卑利紀念教會

- 聖公會山村堂[8]
- 長老會痕打卑利紀念教會（英语：Hunter Baillie Memorial Presbyterian Church）[9]
- 聖布倫丹天主堂[10]
- 晏蘭爹聯合教會[11]

## 外部連結
- Roberts, Alan. . Dictionary of Sydney. 2008  [24 September 2015]. （原始内容存档于2015-09-25）. [CC-By-SA]